# Вериго Олександр Андрійович
Олександр Андрійович Вериго (1835, Вітебська губернія — 1905, Одеса) — хімік-органік, доктор хімії, професор кафедри хімії Новоросійського університету (Одеса), спадковий дворянин.

## Біографія
Народився 23 листопада (5 грудня) 1837 року у Вітебської губернії, неподалік від Вітебська. Після закінчення 1860 року навчання на фізико-математичному факультеті Петербурзького університету, О. А. Вериго був зарахований екстерном у Михайлівське артилерійське училище. У серпні 1862 року був отримав офіцерське звання, але незабаром вийшов у відставку. Того ж року був відряджений Міністерством народної освіти за кордон. Працював у лабораторії Адольфа Штрекера в Тюбінгені та І. Віслінценуса у Цюриху де проводив дослідження хімії органічних сполук азоту.
1866 року О. А. Вериго захистив у Новоросійському університеті магістерську дисертацію «Азобензид та його гомологи», і був призначений доцентом кафедри хімії. У 1871 році захистив у Київському університеті докторську дисертацію і обраний в екстраординарні, а 1873 р — в ординарні професори Новоросійського університету.
Загалом Олександр Андрійович працював у Новоросійському університеті з 1865 по 1896 роки. У 1873 році обраний деканом фізико-математичного факультету, з 1891 року – заслужений професор.  Пішов з життя 13 березня 1905 року.

## Наукова діяльність
Коло наукових інтересів професора Вериго складали дослідження прямого приєднання брому до азобензену; синтез і дослідження властивостей карбонових кислот – гліцеринової, яблучної, фумарової. Зокрема, дією пентахлориду фосфору на гліцеринову кислоту він отримав дихлоропропіонову кислоту і, діючи на неї гідроксидом барію,  хлороакрилову, яка, взаємодіючи з ціанідом калію, дає після гідролізу неактивну яблучну і фумарову кислоти. Розробив препаративний метод отримання азосполук на основі нітросполук.
Велике значення має діяльність О. А. Вериго  з популяризації хімії та благоустрою Одеси: він досліджував склад ропи та грязей Куяльницького лиману, обґрунтував водозабір з Дністра для одеського водопроводу, обґрунтував необхідність зрошення. Ним була організована в Одесі перша в Російській Імперії лабораторія з аналізу харчових продуктів.

## Головні праці
- «Ueber Azobenzid und Azotoluid» (в «Zeitschr. Fur Chemie», 1864);
- «Ueber die Einwikrung des Natriumamalgams auf Nitrobenzol» («Ann. Der Chemie u. Pharmacie», 1865, т. 135);
- «Einwirkung von Bromwasserstoff auf Azobenzid und Azotoluid» («Zeitschr. F. Chemie», 1868);
- «Об азобензиде и продуктах его присоединений» (Одесса, 1870);
- «Zersetzungsproducte des Chloranhydrids der Glicerinsaure» («Ann. der Chemie und Pharmacie», т. 167);
- «Ueber Fumarsaure u. optisch-unwirksame Aerfelsaure aus Glycerinsaure» (ibid., т. 174);
- «О сере в одесском каменноугольном газе» («Comptes rendus» Французской Академии Наук, 1874);
- «Исследование одесских соляных лиманов» («Журнал одесского бальнеологического общества»);
- «О прямых присоединениях к анилину» («Протоколы киевского съезда естествоиспытателей», 1871).

## Родина
Брат Владислав Андрійович Веріго, народився у 1840 році у Новополоцьку. У 1897 році мешкав на Малій Арнаутській, 23 (сучасна адреса)